# Adam Pearce
Adam John Pearce (Lake Forest, 24 de junho de 1978) é um ex-lutador de luta livre profissional americano e executivo atualmente empregado pela WWE como Diretor de Eventos Ao Vivo, produtor, treinador e gerente geral da marca Raw.
Pearce é cinco vezes campeão mundial da NWA, campeão pesado da Comunidade Britânica da NWA e campeão mundial da PWG. Ele também é membro do Hall da Fama da NWA e foi treinador e coach em tempo integral no WWE Performance Center.

## Início de vida e treinamento
Pearce jogou futebol americano e beisebol na Waukegan High School, em Waukegan, Illinois. Entre seu penúltimo e último ano, ele sofreu de síndrome compartimental muscular aguda nas pernas e passou por uma cirurgia, precisando "praticamente aprender a andar de novo", o que o fez parar de praticar esportes. Durante sua recuperação, conheceu os treinadores de wrestling profissional Sonny Rogers e Randy Ricci, e começou a treinar com eles em novembro de 1995.

## Carreira na luta livre profissional

### Início de carreira (1996–2000)
Pearce fez sua estreia no wrestling em 16 de maio de 1996, algumas semanas antes de se formar no ensino médio. Ele rapidamente começou a lutar em promoções independentes, especialmente em Milwaukee e outras cidades de Wisconsin. Durante esse período, começou a viajar por Michigan com Dave Prazak e trabalhou para a Northern States Wrestling Alliance (NSWA) de Dan Curtis. Ele participou da storyline "East Coast Invasion", onde teve uma luta de destaque contra Reckless Youth perto do Dia de Ação de Graças de 1997. Pearce se juntou aos lutadores locais enfrentando Youth, Don Montoya, Lance Diamond e Twiggy Ramirez. Uma revanche entre Pearce e Youth ocorreu na IWA Mid-South, onde Pearce conquistou o Campeonato Leve da IWA Mid-South ao derrotar Cash Flo.
Ele começou a lutar, principalmente, pela promoção Mid American Wrestling de Carmine DeSpirito e, através de DeSpirito, foi agendado para uma turnê na Europa em 1998. Ao retornar aos Estados Unidos, passou por mais treinamento no Steel Domain Training Center, onde foi o primeiro aluno sob a orientação de Ace Steel e Danny Dominion. Juntos, Steel, Dominion e Pearce se tornaram lutadores regulares em Minnesota, trabalhando sob a bandeira da St. Paul Championship Wrestling (mais tarde Steel Domain Wrestling). A rivalidade de Pearce com Eaton ganhou destaque quando eles se enfrentaram em uma luta Garbage Can, um dos primeiros combates no estilo "ECW" na região. Ele também teve uma rivalidade com Danny Dominion pelo Northern States TV Title, que era exibido no programa semanal do ex-anunciador da AWA, Mick Karch, chamado "Slick Mick's Bodyslam Revue". Mais tarde, os futuros alunos do Domain, CM Punk e Colt Cabana, estrearam em Minnesota e começaram suas carreiras sob a orientação de Steel, Dominion e Pearce. Posteriormente, Pearce se tornou membro da Gold Bond Mafia com CM Punk, Colt Cabana, Dave Prazak e Chuck E. Smooth.
Ao mesmo tempo, Pearce começou a trabalhar na All-Star Championship Wrestling, com sede em Green Bray, Wisconsin, como o principal babyface da promoção e, mais tarde, como o principal heel. Suas lutas contra Dino Bambino eram consideradas as melhores da região, e sua luta steel cage em 1999 em Green Bay foi votada como a Luta do Ano no Upper Midwest. Pearce conquistou o Campeonato Peso-Pesado da ACW ao derrotar seu rival de longa data, Adrian Lynch, em Green Bay, e manteve o título até perder para Rob Norwood em uma 3-Way-Dance meses depois. Durante esse período, Pearce também fez aparições em Nashville, Tennessee, pela Music City Wrestling de Bert Prentice e em Pittsburgh pela Steel City Wrestling de Norm Connors.

### World Wrestling Federation e World Championship Wrestling (1997–1999)
Pearce fez várias aparições na World Wrestling Federation (WWF) como talento de apoio sob o nome Adam O'Brien, onde foi notado por Terry Taylor. Ele lutou no Monday Night Raw e no Shotgun Saturday Night, perdendo para Ahmed Johnson, Crush, Savio Vega, Tiger Ali Singh e The Truth Commission. Quando Taylor se transferiu para a World Championship Wrestling (WCW), Pearce foi contatado por Paul Orndorff. Após visitar o WCW Power Plant, Pearce recebeu uma oferta de contrato de desenvolvimento da WCW, mas recusou, pois não achava viável se mudar para Atlanta. Após uma passagem pela curta promoção WXO no início de 2000, Pearce teve outro teste na WCW, mas descreveu a empresa como "desorganizada e caótica". Ele se sentiu "queimado" e decidiu tirar um tempo do wrestling profissional.

### Retorno para a WWE

#### Treinador, produtor e figura de autoridade na WWE (2013–presente)
Pearce retornou à agora World Wrestling Entertainment (WWE) quando trabalhou como treinador convidado de 2 a 6 de dezembro de 2013. Ele continuou a aparecer como treinador convidado várias vezes em 2014. Em 11 de dezembro de 2014, Pearce atuou como produtor no evento NXT TakeOver: R Evolution, tornando-se o primeiro Contratante Independente não assinado a produzir programação ao vivo da WWE. Em maio de 2015, Pearce assinou para se juntar à WWE em tempo integral como treinador no WWE Performance Center e produtor para o NXT.. Desde então, ele foi promovido ao papel de produtor no plantel principal do Raw na USA Network e SmackDown na FOX.
No episódio de Smackdown Live em 5 de junho de 2018, Pearce e Dean Malenko apareceram durante a assinatura de contrato entre AJ Styles e Shinsuke Nakamura. Pearce teve papéis de fala nos bastidores do episódio do Smackdown de 17 de janeiro de 2020, onde fez uma luta entre Bayley e Lacey Evans, e novamente no episódio de 29 de maio, organizando um battle royal cujo vencedor enfrentaria Daniel Bryan no torneio pelo Campeonato Intercontinental.
Pearce é um dos principais treinadores encarregados de preparar celebridades para suas aparições na WWE, notavelmente Bad Bunny e Logan Paul.
Pearce se tornou a figura de autoridade da WWE em cena para o Raw e o SmackDown em 2020, fazendo sua primeira aparição em um papel de autoridade em 17 de janeiro. No episódio do SmackDown em 28 de agosto de 2020, Vince McMahon ordenou que Pearce coletasse as assinaturas de Braun Strowman, Roman Reigns e "The Fiend" Bray Wyatt para o contrato da luta triple threat sem desqualificação no Payback. Pearce conseguiu as assinaturas de Strowman e Wyatt, mas Reigns recusou, pois queria que algumas mudanças fossem feitas.
No episódio do Raw em 23 de novembro de 2020, Pearce foi atacado por Braun Strowman, o que resultou na suspensão de Strowman por mais de dois meses.
No episódio do SmackDown em 8 de janeiro de 2021, Pearce iniciou uma storyline com o campeão universal da WWE, Roman Reigns. Reigns questionou as recentes decisões de Pearce, incluindo a programação de uma luta gauntlet naquela noite para determinar seu desafiante no Royal Rumble de 2021. Contrariando as decisões de Pearce, Paul Heyman, o conselheiro especial de Reigns, convenceu a alta direção a agendar Pearce para a luta, apesar de seu papel como oficial da WWE, sendo essa a primeira luta programada de Pearce desde 2014 e sua primeira na WWE desde 1997. Pearce foi o último participante na luta gauntlet, mas, quando estava prestes a enfrentar Shinsuke Nakamura, Reigns e seu primo Jey Uso atacaram Nakamura e Pearce, colocando o corpo de Pearce sobre Nakamura para a contagem de três, garantindo a vitória para Pearce. Como resultado, Pearce se tornou o oponente de Reigns no Royal Rumble. No episódio do SmackDown em 15 de janeiro, Pearce se substituiu por Kevin Owens, alegando que não estava "medicamente liberado" para competir. No episódio de 22 de janeiro, Paul Heyman desafiou Pearce para uma luta, mas, no último minuto, se substituiu por Roman Reigns, que atacou Pearce antes de Kevin Owens intervir.
No episódio do Raw em 1º de março de 2021, Pearce, sob a direção de Shane McMahon, e Braun Strowman desafiaram Cedric Alexander e Shelton Benjamin pelo Campeonato de Duplas do Raw. Pearce foi derrotado quando Strowman, relutantemente, o chamou para entrar no ringue a pedido de Shane McMahon.
No episódio de NXT em 3 de março de 2021, durante a luta pelo Campeonato de Duplas Femininas, quando o árbitro estava caído, Shayna Baszler aplicou um kirifuda clutch em Dakota Kai que desmaiou. Pearce então chamou um árbitro para o ringue, resultando na vitória de Nia Jax e Baszler, que retiveram seus títulos.
No episódio do SmackDown em 22 de outubro de 2021, Pearce foi atacado por Brock Lesnar após suspender Lesnar por suas ações fora do ringue. Na semana seguinte, Pearce impôs uma multa de um milhão de dólares a Lesnar junto com a suspensão.
No episódio do Raw em 18 de abril de 2022, Pearce multou Bianca Belair em um dólar após ela atacar Sonya Deville nos bastidores, informando que havia uma investigação em andamento sobre a conduta de Deville. No episódio de 9 de maio, Pearce informou Deville que ela não era mais uma oficial da WWE, anunciando uma luta entre ela e Alexa Bliss.
Dias após o SummerSlam 2022, Pearce suspendeu indefinidamente Ronda Rousey após ela atacar o árbitro e a equipe de segurança após o término controverso de sua luta contra Liv Morgan pelo Campeonato Feminino do SmackDown.
Durante o episódio de estreia da temporada do SmackDown em 13 de outubro de 2023, Pearce foi promovido por Triple H a gerente geral do Raw, após ter atuado como Oficial da WWE responsável por Raw e SmackDown desde janeiro de 2020. Nick Aldis foi apresentado como o gerente geral do SmackDown.

## Títulos e prêmios
- All-Star Championship Wrestling

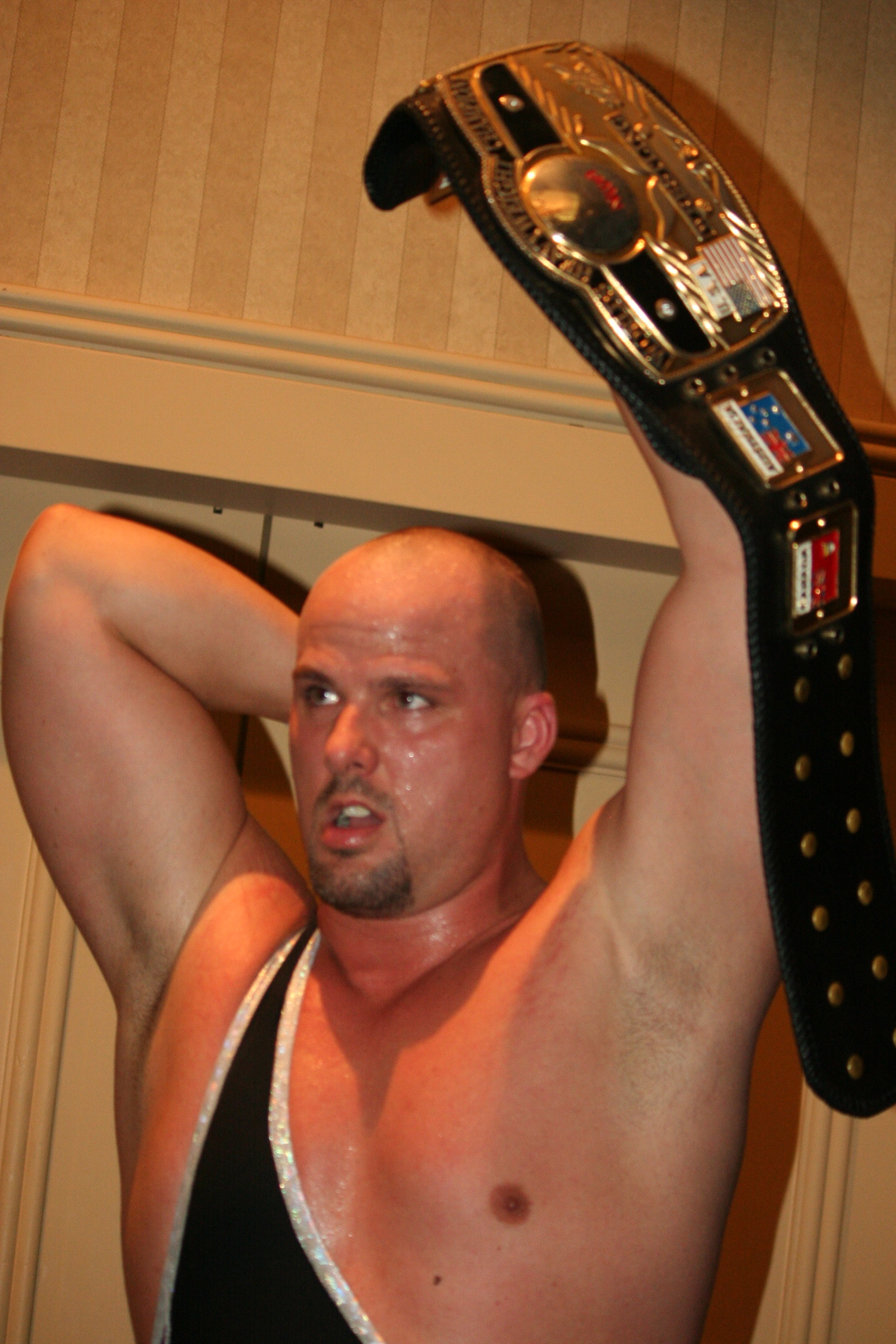
Pearce é cinco vezes campeão mundial da NWA.

  - ACW Heavyweight Championship (1 vez)
  - ACW Television Championship (1 vez)
- Alternative Wrestling Show
  - AWS Heavyweight Championship (1 vez)
- Cauliflower Alley Club
  - Men's Wrestling Award (2014)[16]
- NWA Pro Wrestling
  - NWA Heritage Championship (2 vezes)[17]
- Great Lakes Wrestling
  - GLW Heavyweight Championship (1 vez)
- Independent Wrestling Association Mid-South
  - IWA Mid-South Light Heavyweight Championship (1 vez)
- National Wrestling Alliance
  - NWA World Heavyweight Championship (5 vezes)[3]
  - NWA British Commonwealth Heavyweight Championship (1 vez)[18]
  - Hall da Fama da NWA (Classe de 2015)
- Metro Pro Wrestling
  - Metro Pro Heavyweight Championship (1 vez)
- Mid-American Wrestling
  - MAW Heavyweight Championship (1 vez)
- Professional Championship Wrestling
  - PCW Australian National Championship (1 vez)[19]
- Pro Wrestling Guerrilla
  - PWG World Championship (1 vez) [20]
- Pro Wrestling Illustrated
  - PWI o colocou na #44ª posição dos 500 melhores lutadores individuais em 2008[21]
- Steel Domain Wrestling
  - SDW Northern States Television Championship (1 vez)
- Ultimate Pro Wrestling
  - UPW Heavyweight Championship (1 vez)[22]